# 2018—2019年瑞典聯合政府談判
2018－2019年瑞典聯合政府談判為發生在9月9日大選後的跨年政治談判。由於沒有政黨奪得議會過半數，出現懸峙議會的局面，令三大勢力：紅綠聯盟、「聯盟」和右翼民粹主義政黨瑞典民主黨，均未能在短時間内成功籌組聯合政府。談判期間，各黨派先後進行了三場投票，其中首兩場都沒有候選人取得議會足夠的支持，瑞典更一度面臨預算案被否決的情況。直至選舉後4個多月的2019年1月18日，時任看守政府首相洛夫文得到足夠支持，連任總理。是次政府談判暨政治危機才正式落幕。
談判舉行期間亦創下了多個瑞典政壇的第一次：籌組政府的談判為破紀錄的131日；洛夫文為首位因信任投票不通過而下台的瑞典首相、首位現任首相擔任過渡政府的首腦，亦是瑞典國內歷來第三位代理首相。

## 背景
歐洲難民危機在2015年開始，來自敘利亞等中東多國的難民為逃避戰亂或恐怖主義，因而進入歐洲。瑞典是其中一個接收難民的國家。根據歐洲統計局，瑞典在2008年至2017年期間批准了近50萬名申請庇護的人士入境，為歐洲第四多的國家；另一方面，瑞典在2015年起接收逾16萬名難民，以人均計算是全歐洲之冠。
2018年，有統計顯示瑞典國內的強姦案當中，58%的男性犯人都是外國出生，罪案率亦有所上升。以上一切，都歸咎於難民湧入的問題，直接令主張反移民政策的瑞典民主黨支持度不斷上升。
2016年美國總統特朗普當選後，右翼民粹主義開始崛起，其後更蔓延在歐洲，加上上述所言的瑞典國內治安變差和難民危機，都為動搖瑞典傳統政治版圖和出現懸峙議會埋下伏線，令是次選舉備受矚目，成為各傳媒選舉前的焦點。部分選前民調更加預測民主黨有望獲得「歷史性」的佳績，成為國會的最大黨或第二大黨。

## 選舉分析
9月9日的大選過後，大量媒體都將焦點放在民主黨的大勝。不過民主黨僅成為第三大黨，未能如部分民調所預測的結局般奪得更多的議席。至於主導瑞典政壇數十年的社民黨表現比想像中為好，但黨的整體表現仍然是1908年以來最差。根據衛報所言：「瑞典相信擁有整個西歐最穩定的政治秩序，但民主黨的崛起和成長卻將其顛覆」。外交政策的愛米麗·舒泰詩（Emily Schultheis）指出：「民主黨在意識形態上勝出了選舉，他們有效的設下了政治談判籌碼，強迫對手實施類近於民主黨的移民政策」。其他政治評論員都有作出類似評價和觀察。
民主黨在斯科讷省的表現最為出色，成功囊括33個縣中的21個。瑞典电视台表示由於民主黨所佔的議席比其派出的候選人為多，因此17個市議會中至少22席都會出現空缺。另外，首位民主黨籍的市長亦在選舉後於赫比市誕生。
即使社民黨創下近一世紀以來最大的敗仗，他們仍然成功奪下溫和聯合黨的傳統票倉－斯德哥爾摩市。同時間，社民黨和左翼黨成功取得溫和黨失去的票源，帶領紅綠聯盟勝出多個選舉。
但最終，沒有任何一個政治勢力在選舉中奪得了明顯的優勢和足夠的議席以控制國會，「聯盟」更是只差一席便可以取代紅綠聯盟的第一大聯盟地位，可見議會中勢力分佈相當平均。綜合以上因素，選舉直接觸發了聯合政府談判。

## 大選結果
|          |                                       |                                 |      |
| 政黨名稱 | 政黨名稱                              | 領袖                            | 議席 |
| S        | 瑞典社会民主工人党 Socialdemokraterna | 斯蒂凡·洛夫文                   | 100  |
| M        | 溫和聯合黨 Moderaterna                | 乌尔夫·克里斯特松               | 70   |
| SD       | 瑞典民主黨 Sverigedemokraterna        | 伊米·奥克松                     | 62   |
| C        | 中間黨 Centerpartiet                  | 安妮·卢夫                       | 31   |
| V        | 左翼党 Vänsterpartiet                 | 霍纳斯·斯乔斯特特               | 28   |
| KD       | 基督教民主黨 Kristdemokraterna        | 埃巴·布希·托尔                  | 22   |
| L        | 自由黨 Liberalerna                    | 揚·比约克伦                     | 20   |
| MP       | 綠色環境黨 Miljöpartiet               | 伊莎贝拉·洛文 古斯塔夫·弗里多林 | 16   |

### 聯盟
|                        |                                          |          |      |
| 聯盟                   | 聯盟                                     | 政黨     | 議席 |
| 紅綠聯盟（中左至左翼） | 紅綠聯盟（中左至左翼）                   | S+V+MP   | 144  |
| 「聯盟」（中右）       | 「聯盟」（中右）                         | M+C+L+KD | 143  |
| A.                     | 「聯盟」保守派（中右至右翼）             | M+KD     | 92   |
| B.                     | 「聯盟」強烈反民主黨自由派（中間至中右） | C+L      | 51   |
| 瑞典民主黨             | 瑞典民主黨                               | SD       | 62   |
| 一月協議               | 一月協議                                 | S+MP+C+L | 167  |

根據消極議會制（Negative parliamentarism）的規定，政府需要獲得最少過半數（175名）議員投票不反對（即支持和棄權票總和）才能獲通過。

## 潛在政府
瑞典憲法創立的「消極議會制」意即「首相候選人無需獲得多數議員支持，他們只需證明沒有多數議員反對他們」。亦即代表瑞典國內的「信任投票」實際上乃「不信任投票」，在野黨派需要證明政府不獲足夠支持，而非政府證明他們獲得足夠支持。議會內政黨可以象徵式投下「棄權票」，實際上代表該黨投下「支持票」。此舉也代表黨派「容許」或「默許」政府，而非「直接贊成」，否則該黨或會面臨支持者的批評。因此，政府需要達成的是獲大多數政黨「容許」的協議，而非獲某一方贊成但另一方憎惡的「極化」協議。
由於無政黨或聯盟取得明顯的多數議席，加上各黨之間有著千絲萬縷且矛盾和複雜的利益關係，因此外界就可能出現的少數派政府作出了數項猜測：
- 中間偏左的聯合政府：【社民黨+綠黨=116席】，以及左翼黨的信任供給，總共144席，但仍然未過半數。此政府乃2014年至2018年的聯合政府架構[45]。
  - 選舉過後，此政府亦在國會信任投票中被擊敗。「聯盟」和民主黨亦不容許此政府連任[46]。
- 中間偏右的聯合政府：【「聯盟」=143席】，以及民主黨的信任供給，總共205席，且過半數[47]。
  - 溫和黨和自由黨已經排除加入任何依賴民主黨的政府。
- 中間偏右的聯合政府：【溫和黨+基民黨=92席】，以及中間黨、自由黨、民主黨不反對下的支持，總共205席[48]。
  - 民主黨重申只會支持一個讓他們有政治影響力和「話事權」的政府。中間黨和自由黨亦威脅若溫和黨跟隨民主黨的意願，他們將解散「聯盟」，代表這個方案政治上不可行。
  - 11月14日，在中間黨和自由黨的反對下，國會否決溫和黨及民主黨的聯合政府方案。
- 中間偏右的聯合政府：【「聯盟」=143席】，以及民主黨不反對下的支持[49]。
  - 此乃中間黨的聯合政府方案首選[50]，但社民黨拒絕支持此方案，並重申社民黨作為國會最大黨，應當由他們領導政府[51]。
- 中間偏左的聯合政府：【社民黨+綠黨+自由黨+中間黨=167席】，以及左翼黨不反對下的支持[52]。
  - 此方案將會令已經分散的「聯盟」變得更加分裂，但對比起與左翼黨合作，中間黨和自由黨相信會更偏好此方案，惟中間黨和自由黨拒絕與溫和黨和基民黨割席。
- 中間派的聯合政府：【左翼黨+中間黨=59席】，以及其他黨派不反對下的支持，由中間黨的卢夫擔任首相[53]。
  - 卢夫表示國會將不會支持此方案。
- 中間偏右的聯合政府：【「聯盟」+綠黨=159席】[54]
  - 此方案乃斯德哥爾摩市議會的政府架構，但此方案在國會未能奪得足夠議席，並需要其他黨派的不反對。綠黨亦表明不支持有關方案。

## 談判過程

### 不信任政府 洛夫文下台
2018年9月25日，國會通過針對首相洛夫文及其內閣的不信任動議，其中142名議員支持、204名議員反對。洛夫文其後在記者會上表示自己不會引咎辭去社民黨領袖一職，並願意參與籌組聯合政府的談判，但強調最終的取決權仍在國會議長手上。洛夫文亦對「聯盟」能夠遵守承諾、在不與社民黨合作的情況下能夠成功組建政府表示「完全令人難以置信」。
兩日後的9月27日，各黨展開聯合政府談判。10月2日，議長安德烈亞斯·諾爾倫（Andreas Norlén）宣布任命溫和黨領袖盧弗·克里斯特松負責籌組政府。
10月14日，盧弗·克里斯特松舉行記者招待會，表示已經通知諾爾倫議長放棄籌組政府，盧弗·克里斯特松堅持自己仍然有興趣擔任首相並領導「整個『聯盟』、或僅溫和黨、或有興趣加入由我領導的『聯盟』政黨」的政府。其通知諾爾倫並指出暫時未有任何「聯合政府基本方案」，皆因「聯盟」所得議席比紅綠聯盟少，所以民主黨或社民黨必定要支持聯合政府方案，才可成功促成聯合政府。由於中間黨和自由黨不能容忍民主黨，他們改為提出包含社民黨在內的聯合政府，不過此可能性已被溫和黨排除。
2018年10月15日，洛夫文被任命籌組政府，並需要在兩個星期內成功籌組一個穩定的聯合政府。10月29日，洛夫文亦宣布籌組政府失敗。諾爾倫隨後直接負責籌組政府，但無公佈籌組政府的限期。由於新一份財政預算案需要在11月15日前通過，因此瑞典財政部正制定「政治中立」的緊急撥款法案，希望避免預算危機。
| 授銜予 斯蒂凡·洛夫文（瑞典社会民主工人党） |                                                             |                            |
| 投票日                                     | 投票日                                                      | 2018年9月25日              |
| 通過門欖                                   | 通過門欖                                                    | 349席中的175席（包括棄權） |
|                                            | 贊成 - • 社民黨 - • 左翼黨 - • 綠黨                         | 142 / 349                  |
|                                            | 反對 - • 溫和黨 - • 民主黨 - • 中間黨 - • 基民黨 - • 自由黨 | 204 / 349                  |
|                                            | 棄權                                                        | 0 / 349                    |
|                                            | 缺席 - • N/A                                                | 3 / 349                    |
| 結果                                       | 結果                                                        | ☒                          |
| 來源：                                     |                                                             |                            |

### 第一場投票 中間黨落敗
11月5日，諾爾倫提名溫和黨的盧弗·克里斯特松擔任首相、領導政府。提名的舉動將令議會舉行信任投票，而非無限期的談判。中間黨領袖卢夫批評此舉，令其沒有機會獲任命籌組政府。卢夫亦抨擊溫和黨和基民黨褫奪讓其籌組政府的機會（議長為溫和黨籍），並離間已經分裂破碎的「聯盟」。投票預計在11月第三個星期舉行，而預算案辯論將會在11月15日舉行。
是次投票為1971年改行一院制以來首次有首相候選人被議會否決。瑞典憲法規定議會將會有四次機會通過信任議案，否則將會需要提前大選。盧弗·克里斯特松最終提出溫和黨及基民黨聯合政府方案，以及民主黨的信任供給。11月14日，議會否決信任投票，主因為中間黨和自由黨拒絕支持民主黨，「聯盟」亦再出現破裂。
| 授銜予 盧弗·克里斯特松（中間黨） |                                                                                     |                            |
| 投票日                           | 投票日                                                                              | 2018年11月14日             |
| 通過門欖                         | 通過門欖                                                                            | 349席中的175席（包括棄權） |
|                                  | 贊成 - • 溫和黨 (70) - • 民主黨 (62) - • 基民黨 (22)                                | 154 / 349                  |
|                                  | 反對 - • 社民黨 (100) - • 中間黨 (31) - • 左翼黨 (28) - • 自由黨 (20) - • 綠黨 (16) | 195 / 349                  |
|                                  | 棄權                                                                                | 0 / 349                    |
|                                  | 缺席                                                                                | 0 / 349                    |
| 結果                             | 結果                                                                                | ☒                          |
| 來源：                           |                                                                                     |                            |

### 第二場投票 表決預算案
11月15月，諾爾倫給予卢夫一個星期的時間籌組政府（可延長），諾爾倫並沒有公佈第二場信任投票的投票日，只表示「秋季內將會有一場或更多的投票」。卢夫表示希望組成一個中間派政府，並希望中右派（溫和黨、基民黨、自由黨）和中左派（社民黨和綠黨）同意就此方案進行談判。極左的左翼黨和極右的民主黨則被排除在外。11月22日，卢夫宣布放棄籌組政府，將責任歸咎於不願意妥協的溫和黨和社民黨。翌日，諾爾倫提名洛夫文為首相候選人，但無公佈投票日。諾爾倫又將預算案投票定於12月12日。中間黨表示不排除支持洛夫文擔任首相，前提是洛夫文政府同意在經濟政策上作出妥協。若洛夫文同意的話，其將獲得足夠票數，成功連任首相。不久過後，黨內分歧甚深的自由黨的領袖比约克伦亦發表類似聲明。12月12日，諾爾倫正式提名洛夫文。但由於社民黨與自由黨和中間黨的談判不太成功，信任投票的結果仍有不確定性。同日，看守政府提交臨時預算案，但被否決。反而中間黨和基民黨聯合提出的預算案則在民主黨贊成下和中間黨及自由黨的棄權下獲通過。12月14日，洛夫文再次被信任投票擊敗。
| 預算案 社民黨 + 綠黨（看守政府） |                                                                                      |                            |
| 投票日                           | 投票日                                                                               | 2018年12月12日             |
| 通過門欖                         | 通過門欖                                                                             | 349席中的175席（包括棄權） |
|                                  | 贊成 - • 社民黨 (100) - • 左翼黨 (28) - • 綠黨 (16)                                  | 144 / 349                  |
|                                  | 反對 - • 溫和黨 (70) - • 民主黨 (62) - • 中間黨 (31) - • 基民黨 (22) - • 自由黨 (20) | 205 / 349                  |
|                                  | 棄權                                                                                 | 0 / 349                    |
|                                  | 缺席                                                                                 | 0 / 349                    |
| 結果                             | 結果                                                                                 | ☒                          |
| 來源：                           |                                                                                      |                            |

| 預算案 溫和黨 + 基民黨 |                                                      |                            |
| 投票日                 | 投票日                                               | 2018年12月12日             |
| 通過門欖               | 通過門欖                                             | 349席中的175席（包括棄權） |
|                        | 贊成 - • 溫和黨 (70) - • 民主黨 (62) - • 基民黨 (22) | 154 / 349                  |
|                        | 反對 - • 社民黨 (100) - • 左翼黨 (28) - • 綠黨 (16)  | 144 / 349                  |
|                        | 棄權 - • 中間黨 (31) - • 自由黨 (20)                 | 51 / 349                   |
|                        | 缺席                                                 | 0 / 349                    |
| 結果                   | 結果                                                 | check                      |
| 來源：                 |                                                      |                            |

| 授銜予 斯蒂凡·洛夫文（瑞典社会民主工人党） |                                                             |                            |
| 投票日                                     | 投票日                                                      | 2018年12月14日             |
| 通過門欖                                   | 通過門欖                                                    | 349席中的175席（包括棄權） |
|                                            | 贊成 - • 社民黨 (100) - • 綠黨 (16)                         | 116 / 349                  |
|                                            | 反對 - • 溫和黨 - • 民主黨 - • 中間黨 - • 基民黨 - • 自由黨 | 200 / 349                  |
|                                            | 棄權 - • 左翼黨 (28)                                        | 28 / 349                   |
|                                            | 缺席 - • 民主黨 (mind. 1) - • N/A                           | 5 / 349                    |
| 結果                                       | 結果                                                        | ☒                          |
| 來源：                                     |                                                             |                            |

### 第三場投票 洛夫文當選
諾爾倫表示將會重啟談判和研究提前大選的可能性。諾爾倫又公佈時間表，定下談判限期，且督促盧弗·克里斯特松和洛夫文盡快制定獲多數議員容許的協議。諾爾倫並無提名任何人，但定下1月16日和1月23日為下次信任投票的日期。若兩者皆被否決，當局將會立刻提前大選。根據選舉管理局的消息，大選可能在4月7日舉行。
2019年1月11日，報道指社民黨、綠黨、中間黨和自由黨達成協議，同意支持洛夫文繼續擔任首相，並希望盡早解決政治僵局。四黨總共控制167席，需要多一個黨支持才過半數。外界原先估計左翼黨會支持社民党的施政，但上述四黨達成的協議中卻明確表明左翼黨將不會在政府有任何話事權，更拒絕左翼黨參加未來任何政府談判。因此，被排斥的左翼黨猛烈抨擊協議，黨領袖斯乔斯特特更在1月14日表示將不會支持社民黨的聯合政府方案，呼籲繼續進行談判。最終議長押後第三次信任投票兩日至1月18日，給予洛夫文和斯乔斯特特更多時間以達成協議。
1月16日，斯乔斯特特向記者表示左翼黨將會就信任議案投下棄權票，但警告若社民黨實施威脅工人利益或放寬租赁市场管制的政策，左翼黨將會發動不信任議案。同日，議長正式提名洛夫文為首相候選人，投票定於1月18日舉行。結果顯示洛夫文獲得115票贊成和77票棄權（總共192票），成功連任首相。洛夫文政府亦成為二戰後第三弱的聯合政府。
洛夫文在1月21日公佈關鍵閣員名單和政府未來施政計劃。與洛夫文第一次內閣一樣，第二次內閣將會繼續由社民黨和綠黨聯合控制。
| 授銜予 斯蒂凡·洛夫文（瑞典社会民主工人党） |                                                                     |                            |
| 投票日                                     | 投票日                                                              | 2019年1月18日              |
| 通過門欖                                   | 通過門欖                                                            | 349席中的175席（包括棄權） |
|                                            | 贊成 - • 社民黨 (99) - • 綠黨 (16)                                  | 115 / 349                  |
|                                            | 反對 - • 中間黨 (1) - • 溫和黨 (69) - • 民主黨 (61) - • 基民黨 (22) | 153 / 349                  |
|                                            | 棄權 - • 中間黨 (30) - • 左翼黨 (27) - • 自由黨 (20)                | 77 / 349                   |
|                                            | 缺席 - • 溫和黨 (1) - • 社民黨 (1) - • 民主黨 (1) - • 左翼黨 (1)    | 4 / 349                    |
| 結果                                       | 結果                                                                | check                      |
| 來源：                                     |                                                                     |                            |

## 結果
|                                     | 將會迅速推行和平改革 |
| ——斯蒂凡·洛夫文在第三場投票後的承諾 |                      |

|                                               | 新政府將需要實施比以前更右的政策 |
| ——哥德堡大学政治科學家 亨里克·伊克勤·奧斯卡森 |                                  |

《POLITICO》和《門石學院》分別以「一樣的瑞典領袖，不同的政治版圖」和「新政府，舊政治」為題，形容是次選舉的結果。洛夫文亦表示將盡快令國會運作回復正常。
談判後，社民黨同意修改租金管制、稅金制度，以及讓準國民接受語言測試，以達致中間黨和自由黨的要求。除此以外，「聯盟」也出現分裂：基民黨和溫和黨都抨擊其盟友加入了一個「不神聖的聯盟」。至於第三大勢力－瑞典民主黨則繼續被排斥。
即使紅綠聯盟能夠繼續成為執政聯盟，但未來要走的路仍然相當困難，包括能否在未來的地方選舉中繼續留住票源仍然是一個疑問。
| 部門              | 閣職                     | 大臣                | 黨籍   |
| ----------------- | ------------------------ | ------------------- | ------ |
| 首相府            | 首相                     | 斯蒂凡·洛夫文       | 社民黨 |
| 首相府            | 歐盟事務大臣             | 漢斯·達爾格林       | 社民黨 |
| 司法部            | 司法大臣                 | 摩根·約翰松         | 社民黨 |
| 司法部            | 內政大臣                 | 米卡埃爾·丹伯格     | 社民黨 |
| 外交部            | 外交大臣                 | 瑪戈特·瓦爾斯特倫   | 社民黨 |
| 外交部            | 外貿大臣                 | 林德安              | 社民黨 |
| 外交部            | 北歐合作大臣             | 林德安              | 社民黨 |
| 外交部            | 發展合作大臣             | 彼得·埃里克森       | 綠黨   |
| 勞工部            | 性別平等大臣             | 阿薩·連哈根         | 綠黨   |
| 勞工部            | 勞工大臣                 | 耶爾法·約翰松       | 社民黨 |
| 基建部 （新部門） | 基建大臣                 | 托馬斯·恩羅斯       | 社民黨 |
| 基建部 （新部門） | 能源及數碼大臣（新職位） | 安德斯·伊格曼       | 社民黨 |
| 財政部            | 經濟大臣                 | 玛格达莱娜·安德松   | 社民黨 |
| 財政部            | 消費者事務大臣           | 阿達爾倫·謝卡拉比   | 社民黨 |
| 財政部            | 房屋大臣                 | 佩爾·博倫德         | 綠黨   |
| 財政部            | 金融市場大臣             | 佩爾·博倫德         | 綠黨   |
| 文化部            | 文化大臣                 | 阿曼達·林德         | 綠黨   |
| 環境部            | 副首相及 環境大臣        | 伊莎貝拉·洛文       | 綠黨   |
| 國防部            | 國防大臣                 | 彼得·赫爾斯奎斯特   | 社民黨 |
| 工業部            | 工業大臣                 | 易卜拉欣·巴伊蘭     | 社民黨 |
| 工業部            | 農村事務大臣             | 珍妮·尼爾森         | 社民黨 |
| 衛生部            | 衛生及社會事務大臣       | 莉娜·哈倫格倫       | 社民黨 |
| 衛生部            | 社會安全大臣             | 安妮卡·斯特蘭德霍爾 | 社民黨 |
| 教育部            | 教育大臣                 | 安娜·埃克斯特羅姆   | 社民黨 |
| 教育部            | 高等教育及研究大臣       | 馬蒂爾達·埃內克雷斯 | 社民黨 |